# 1924 aux Territoires du Nord-Ouest
Chronologie des Territoires du Nord-Ouest
- 1920
- 1921
- 1922
- 1923
- 1924
- 1925
- 1926
- 1927
- 1928

Cette page concerne les événements survenus en 1924 dans le territoire canadien des Territoires du Nord-Ouest.

## Politique
- Premier ministre : William Wallace Cory (Commissaire en gouvernement)
- Commissaire :
- Législature :